# テレンチー・シュトィコフ

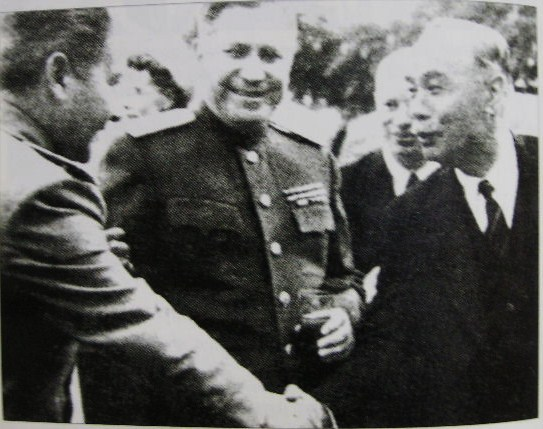
テレンチー・シュトィコフ（中央）

テレンチー・フォミーチ・シュトィコフ（ロシア語: Тере́нтий Фоми́ч Шты́ков, Terenty Fomich Shtykov、1907年2月28日 - 1964年10月25日）は、ソ連の政治家、外交官、軍人（政治将校）。大将。
「スチコフ」「シュチコフ」「シュティコフ」「シトゥイコフ」などとも表記。別名「北朝鮮の建国者」「北朝鮮のマッカーサー」「朝鮮のスターリン」。

## 経歴
リュブコ村（現ベラルーシ・ヴィツェプスク州ゴロドクスキー地区）出身。 
1927年、職業専門学校を卒業。1929年から共産党員。1936年～1938年、工場党委員会の副書記、書記、地区会議議長、ヴィボルグ地区委員会第一書記を歴任。1938年、レニングラード州委員会第二書記となり、ソ・フィン戦争時、第7軍軍事会議議員を兼任する。
独ソ戦時、レニングラード戦線（1942年～1943年）、ヴォルホフ戦線（1943年～1944年）、カレリア戦線（1944年）の軍事会議議員（政治将校）を歴任する。1945年4月から沿海軍集団軍事会議議員、同年8月～10月、第1極東戦線軍事会議議員。
戦後、沿海軍管区の軍事会議議員（1945年～1947年）、政治担当副司令官（1947年～1948年）を歴任し、朝鮮問題に関する全面的責任を担った。1948年～1951年、駐北朝鮮ソ連非常全権大使。1951年、党の業務に移り、ノヴゴロド州委員会第一書記、沿海地方委員会第一書記等を経る。1959年4月、駐ハンガリーソ連非常全権大使。1961年、ロシア・ソビエト連邦社会主義共和国閣僚会議国家監督委員会議長。1963年2月、党中央委員会ロシア共和国担当党・国家監督委員会副議長。
1939年～1952年、全連邦共産党（ボリシェヴィキ）中央委員会委員候補、1956年～1961年、ソ連共産党中央委員会委員。第1期、第2期、第4期、第5期ソ連最高会議代議員。

## パーソナル
レーニン勲章3個、赤旗勲章、一等スヴォーロフ勲章、一等クトゥーゾフ勲章3個を受章。